# Dead Trigger
Dead Trigger je česká videohra z roku 2012. Vytvořilo ji studio Madfinger Games. Hra je určená pro IOS Android. Vývojáři se také snaží na steamu vydat verzi pro Windows. Jedná se o first-person shooter s tematikou zombie a prvky RPG. Hra vyhrála na konferenci Unity Awards 2012 v kategoriích Nejlepší technický počin a Komunitní volba. Hra byla v anketě Booom 2012 nominována na nejlepší českou hru roku 2012 a na nejlepší mobilní hru roku 2012. Nakonec byla zvolena za 3. nejlepší mobilní hru roku. V roce 2013 vyšel druhý díl.

## Hratelnost
Hráč začíná na screenu mapy, kde může buď začít některou z přístupných misí nebo vstoupí do jiných módů ve hře jako třeba kasino, obchod či aréna. Kromě příběhových misí zde bývá i několik náhodně se objevujících misí. Hráč si také může každý den zahrát bonusovou misi, v níž může získat Gold bonus.
Ve hře jsou dva druhy měny – cash a gold. Cash se získává v průběhu misí zabíjením zombií, sbíráním aktovek a plněním úkolů. Gold lze získat v denní bonusové misi. Gold hráč získává dohráním. Může také místo získání goldu přejít na vyšší level. Gold však působí hlavně jako předmět mikroplatby. Hráč jej může získat hlavně platbou pravými penězi, nebo stažením jiných her.
Za Cash a Gold může hráč získat zbraně, vybavení nebo vylepšení. Zbraně jsou většinou reálné (například Colt 1911 nebo AK-47). V Dead Trigger se vyskytují zbraně jako pistole, pušky, brokovnice, kulomety ale i zbraně pro boj zblízka.
Hráč získává zkušenostní body, za které si může zvyšovat level. Vyšší level pouze otevírá nové zbraně a jiné předměty v obchodě.
Mise spočívají v úkolech jako obrana dveří nebo zabití určitého počtu zombií. Počet možných lokací je unačně omezený a stejné lokace se opakovaně objevují v příběhových i náhodných misí. Mód arena je založen na tom, že se hráč brání vlnám nepřátel a snaží se přežít co nejdéle.

## Příběh
Neznámá nákaza zahubila miliardy lidí a zbytek musí bojovat o přežití. Mnozí se změnili v monstra toužící po lidském masu a krvi. Jedním z přeživších je i hlavní hrdina hry, který se setkává se skupinkou přeživších, kteří si vytvořili v jedné z kancelářských budov útočiště známé jako New Hope.

## Postavy
- Kyle - Hlavní postava hry. Byl pojmenován až v druhém díle a ostatní mu říkají pouze hrdina. Není nic známo, o tom co dělal před propuknutím nákazy. Jedná se jedinou hratelnou postavu ve hře.
- Julian Lasagne - Jednooký vůdce osob přeživších v New Hope. Právě on hrdinovi zadává úkoly.
- Benjamin Rockstock - V New Hope je zbrojířem. Hrdina si u něj může kupovat zbraně. Dříve byl šerifem a poté pracoval v obchodu se zbraněmi.[8]
- Grace Kelly - Vědkyně, která se k New Hope přidá poté, co ji Hrdina zachrání v městském hotelu. Snaží se vytvořit lék na nákazu.

## Vydání
Hra původně vyšal jako placený titul na iOS a později byla vydána i pro Android. Později však vývojáři přešli na systém Free to play, kvůli vysoké míře pirátství.
Do října 2013 si hru stáhlo 23 milionů hráčů.

## Přijetí
Hra byla kladně přijata kritikou, která oceňovala grafiku hry, množství zbraní a obsahu. Kritiku si však vysloužila za repetitivnost misí Hra také získala několik ocenění. Například byla oceněna na Anifestu, pro Technický přínos české herní tvorbě. Hra také obdržela dvě ceny na Unity Awards. Hra byla oceněna, jako nejlepší technický počin a v kategorii komunitní volby. Hra byla na Booom nominována na nejlepší českou hru roku a na nejlepší mobilní hru roku. Nakonec však byla zvolena třetí nejlepší mobilní hrou roku. V kategorii českých her svou nominaci neproměnila.